# Shonan Bellmare
Shonan Bellmare (Japans: 湘南ベルマーレ, Shōnan Berumāre) is een voetbalclub uit Hiratsuka in Japan die speelt in de J-League, de hoogste Japanse divisie. Voorheen stond de club bekend als Bellmare Hiratsuka.

## Geschiedenis
Shonan Bellmare werd opgericht in 1968 als Towa Estate Development SC, het bedrijfsteam van een onroerendgoedontwikkelaar. In 1975 veranderde de club van eigenaar toen Towa Estate Development de club verkocht aan gigant Fujita. Vanaf toen heette de club Fujita Industries Soccer Club en was redelijk succesvol met een aantal landstitels en een beker. Toch trok Fujita begin jaren 90 de financiën voor een groot deel terug en de club besloot om in eerste instantie deelname aan te vragen voor de Japan Football League en niet voor de J-League.
In 1993 acht de club zich klaar om tot de J-League toe te treden en veranderde het haar naam in Shonan Bellmare. Bellmare is een woord dat afgeleid is een samenvoegsel uit het Latijn en verwijst naar mooie zee. Toch werd de club verboden om deze naam te dragen: de J-League eiste dat een club de naam van de stad waar zij vandaan kwam zou dragen. Zodoende trad de club uiteindelijk tot de J-League als Bellmare Hiratsuka.
In 1999 trokken de sponsoren hun geld uit de vereniging en had de club het sportief zeer zwaar. Het degradeerde in dat jaar naar de J-League 2 en maakte een frisse start met onder andere een naamsverandering. Vanaf 2000 heette de club dan eindelijk Shonan Bellmare. In 2009 werd de club derde in de eindstand en promoveerde het naar de J-League. Shonan Bellmare eindigde in 2010 echter op de laatste plaats waardoor het opnieuw zakte naar de J-League 2. In 2012 kon de club opnieuw promoveren naar de J-League.

## Erelijst

### Towa / Fujita
- All Japan Senior Football Championship: 1971
- Japan Soccer League: 1977, 1979, 1981
- Japan Soccer League Cup: 1973
- Emperor's Cup: 1977, 1979
- Japan Soccer League Division 2: 1992
- Japan Football League Division 1: 1993

### Bellmare Hiratsuka / Shonan Bellmare
Nationaal
- Emperor's Cup: 1994
- J.League Cup: 2018
- J2 League: 2014, 2017

Continentaal
- Asian Cup Winners' Cup: 1995

## Eindklasseringen
- Eerst wordt de positie in de eindranglijst vermeld, daarna het aantal teams in de competitie van het desbetreffende jaar. Voorbeeld 1/18 betekent plaats 1 van 18 teams in totaal.

| Jaar | J1    | J2    |
| ---- | ----- | ----- |
| 1994 | 5/12  |       |
| 1995 | 12/14 |       |
| 1996 | 11/16 |       |
| 1997 | 8/17  |       |
| 1998 | 12/18 |       |
| 1999 | 16/16 |       |
| 2000 |       | 8/10  |
| 2001 |       | 8/11  |
| 2002 |       | 5/12  |
| 2003 |       | 10/12 |
| 2004 |       | 10/12 |
| 2005 |       | 7/12  |
| 2006 |       | 11/13 |
| 2007 |       | 6/13  |
| 2008 |       | 5/15  |
| 2009 |       | 3/18  |
| 2010 | 18/18 |       |
| 2011 |       | 14/20 |
| 2012 |       | 2/22  |

## Bekende (oud-)spelers
- Hidetoshi Nakata
- Yoshinobu Ishii
- Mitsuru Komaeda
- Mitsuo Watanabe
- Shigeharu Ueki
- Keisuke Tsuboi
- Keizo Imai
- Hiroyuki Sakashita
- Tsutomu Sonobe
- Mitsugu Nomura
- Yutaka Ikeuchi
- Osamu Taninaka
- Satoshi Tezuka
- Masaaki Mori
- Katsuyoshi Shinto
- Yasuharu Sorimachi
- Teruo Iwamoto
- Yoshiro Moriyama
- Satoshi Tsunami
- Yoshihiro Natsuka
- Koji Noguchi
- Nobuyuki Kojima
- Takuya Takagi
- Masakiyo Maezono
- Yasuyuki Moriyama
- Kazuaki Tasaka
- Toshihide Saito
- Wagner Lopes
- Akira Narahashi
- Teruyuki Moniwa
- Ryota Tsuzuki
- Naoki Yamada
- Wataru Endo
- Ryota Nagaki
- Yuichi Maruyama
- Stephen Laybutt
- Edivaldo Hermoza
- Mirandinha
- Gilberto Carlos Nascimento
- Almir
- Carlos Alberto Dias
- Edvaldo Oliveira Chaves
- Hernán Gaviria
- Arley Dinas
- Ever Palacios
- Hamilton Ricard
- Stevica Ristić
- Casiano Delvalle
- Daniel Sanabria
- Ángel Ortiz
- Pavel Badea
- Vitaliy Parakhnevych